# شعبة القرش
شعبة القرش هي إحدى حارات حي الحوج القبلي بمدينة إب اليمنية، بلغ تعداد سكانها 52 نسمة حسب تعداد اليمن لعام 2004.